# İkinci Alıcanlı
İkinci Alıcanlı (ryska: Алиджанлы-Ii) är en ort i Azerbajdzjan.   Den ligger i distriktet Zərdab Rayonu, i den centrala delen av landet, 190 km väster om huvudstaden Baku. Antalet invånare är 372.
Terrängen runt İkinci Alıcanlı är mycket platt. Närmaste större samhälle är Zardob, 13,9 km sydost om İkinci Alıcanlı.
Trakten runt İkinci Alıcanlı består till största delen av jordbruksmark. Runt İkinci Alıcanlı är det ganska tätbefolkat, med 56 invånare per kvadratkilometer.